# Phillips Collection
Phillips Collection är ett konstmuseum i Washington, DC i USA.

## Historik
Phillips Collection grundades 1921 och var då USA:s första museum för modern konst. Det grundades av makarna Duncan Phillips (1886-1966) och konstnären Marjorie Phillips (1894-1985). Det var öppnades ursprungligen som en del av parets bostadshus, men samlingen växte snabbt och från 1930 har hela museet varit konstmuseum. Det renoverades och tillbyggdes 1989.

## Samling
I samlingen finns verk av bland andra El Greco, Paul Klee, Winslow Homer, Thomas Eakins, James McNeill Whistler, Vincent van Gogh, Claude Monet, Degas, Édouard Manet, Gauguin, Cézanne, Piet Mondrian och Pablo Picasso. Georges Braque representeras av 13 kubistiska verk. Museet har också centrala verk av Georgia O'Keeffe, Pierre Bonnard och Mark Rothko. Det mest kända av museets över 2 000 verk är Roddarnas frukost av Auguste Renoir.

## Bildgalleri

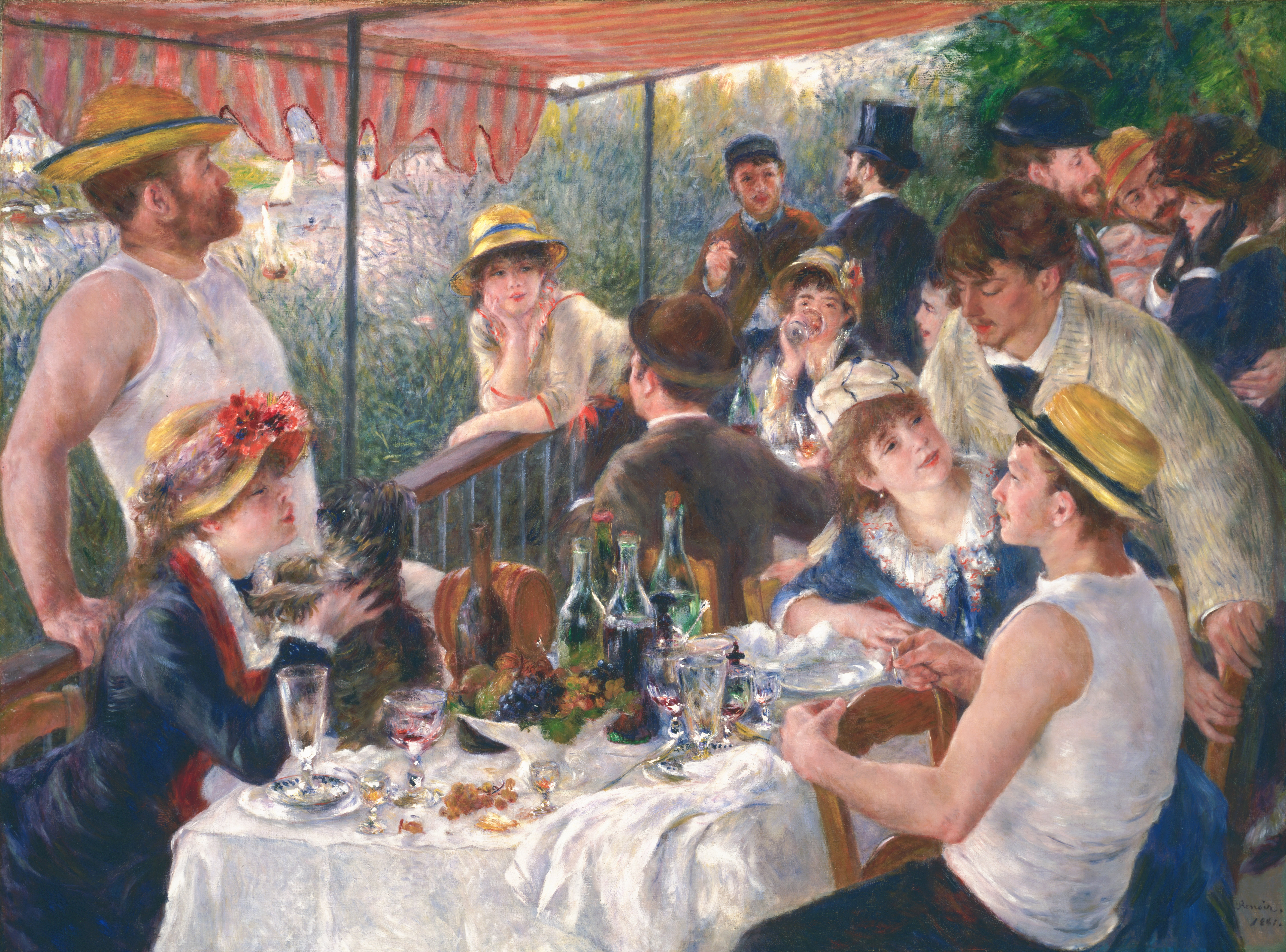
Auguste Renoir: Roddarnas frukost
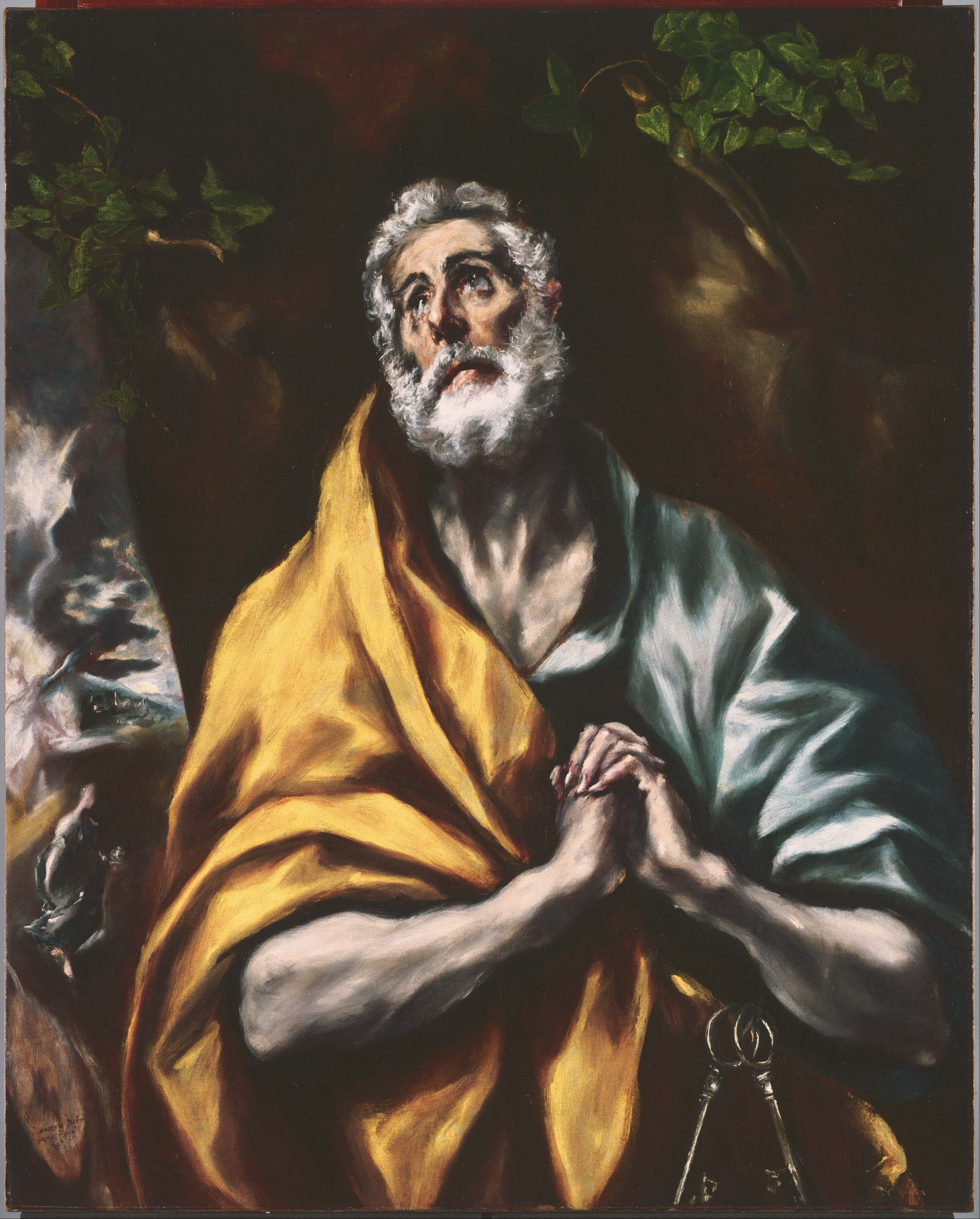
El Greco: Den motvillige Petrus
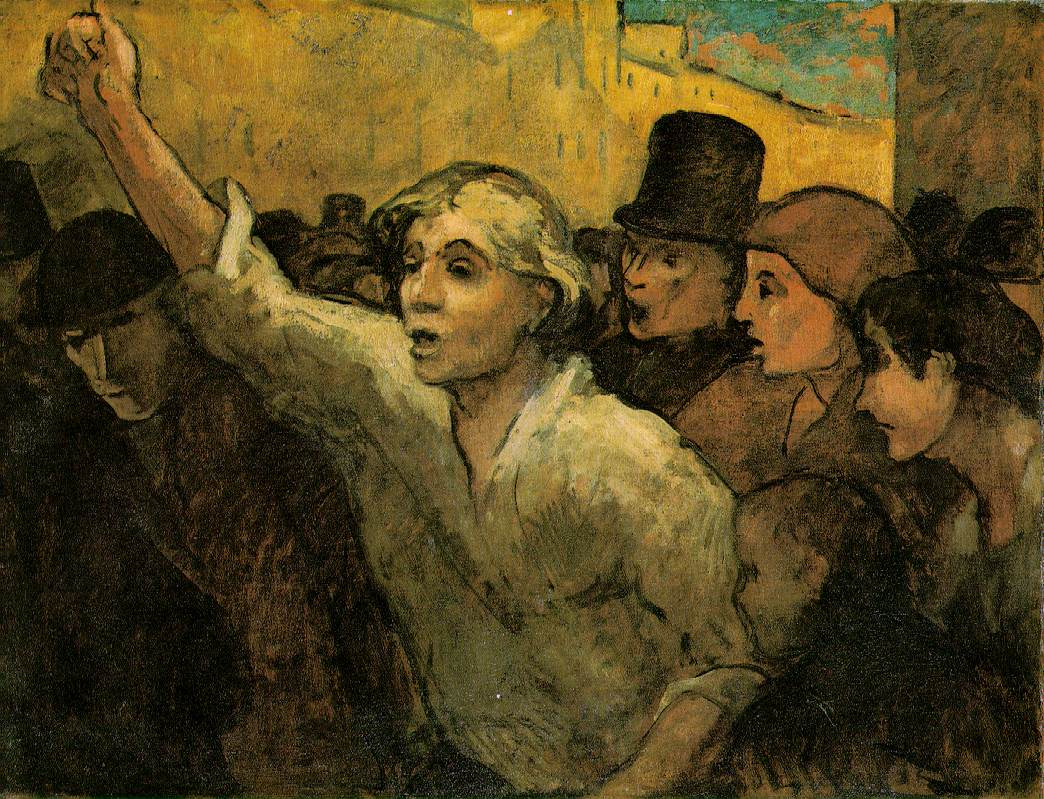
Honoré Daumier: Upproret
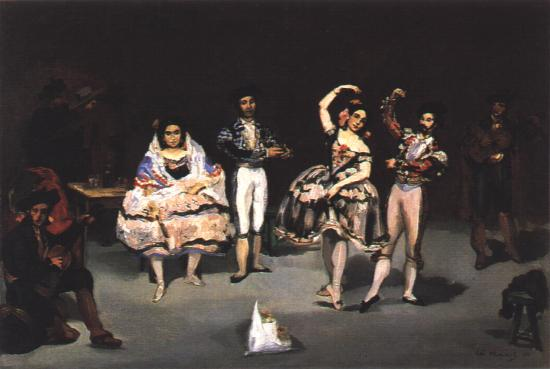
Edouard Manet: Den spanska baletten
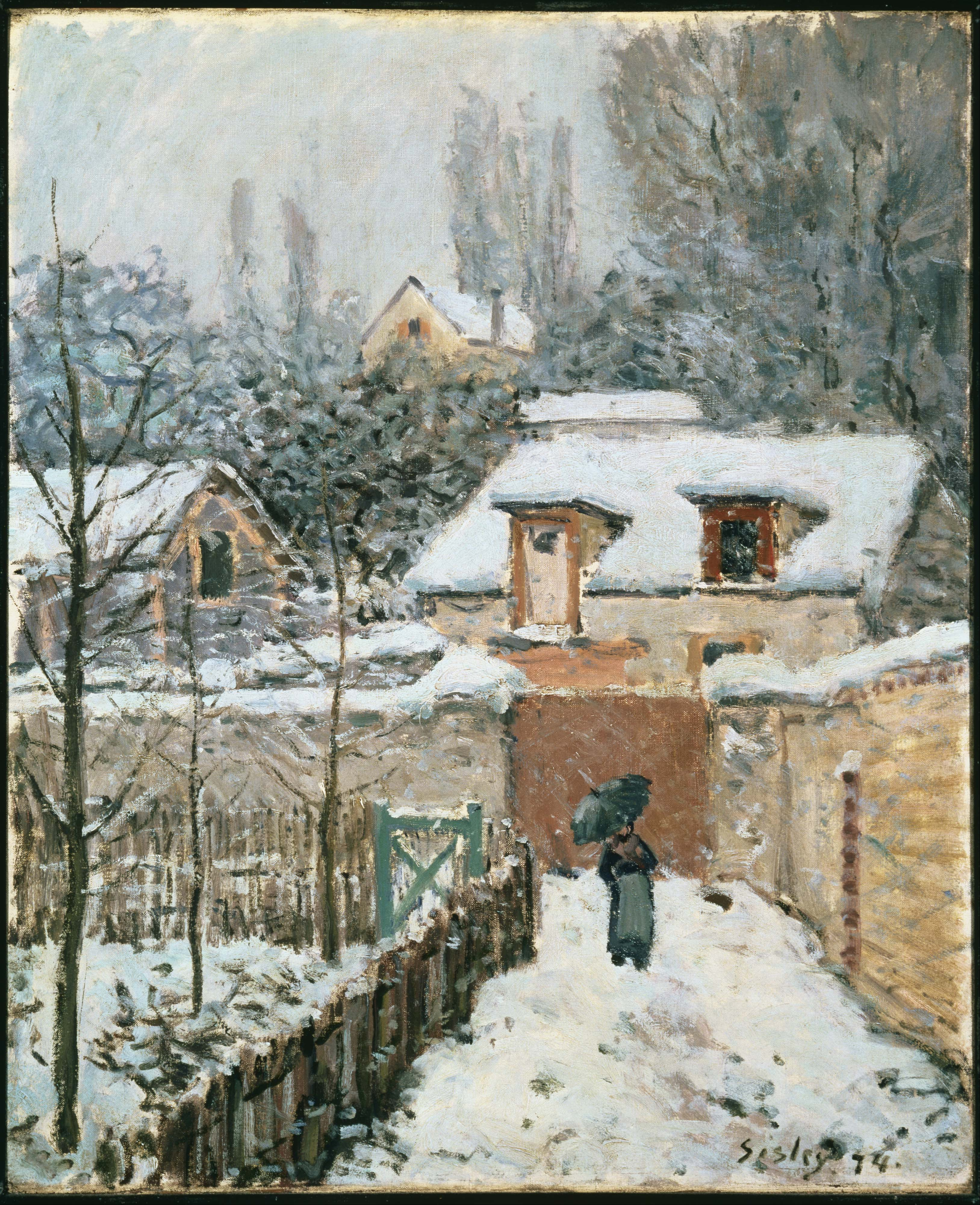
Alfred Sisley: Snö i Louveciennes
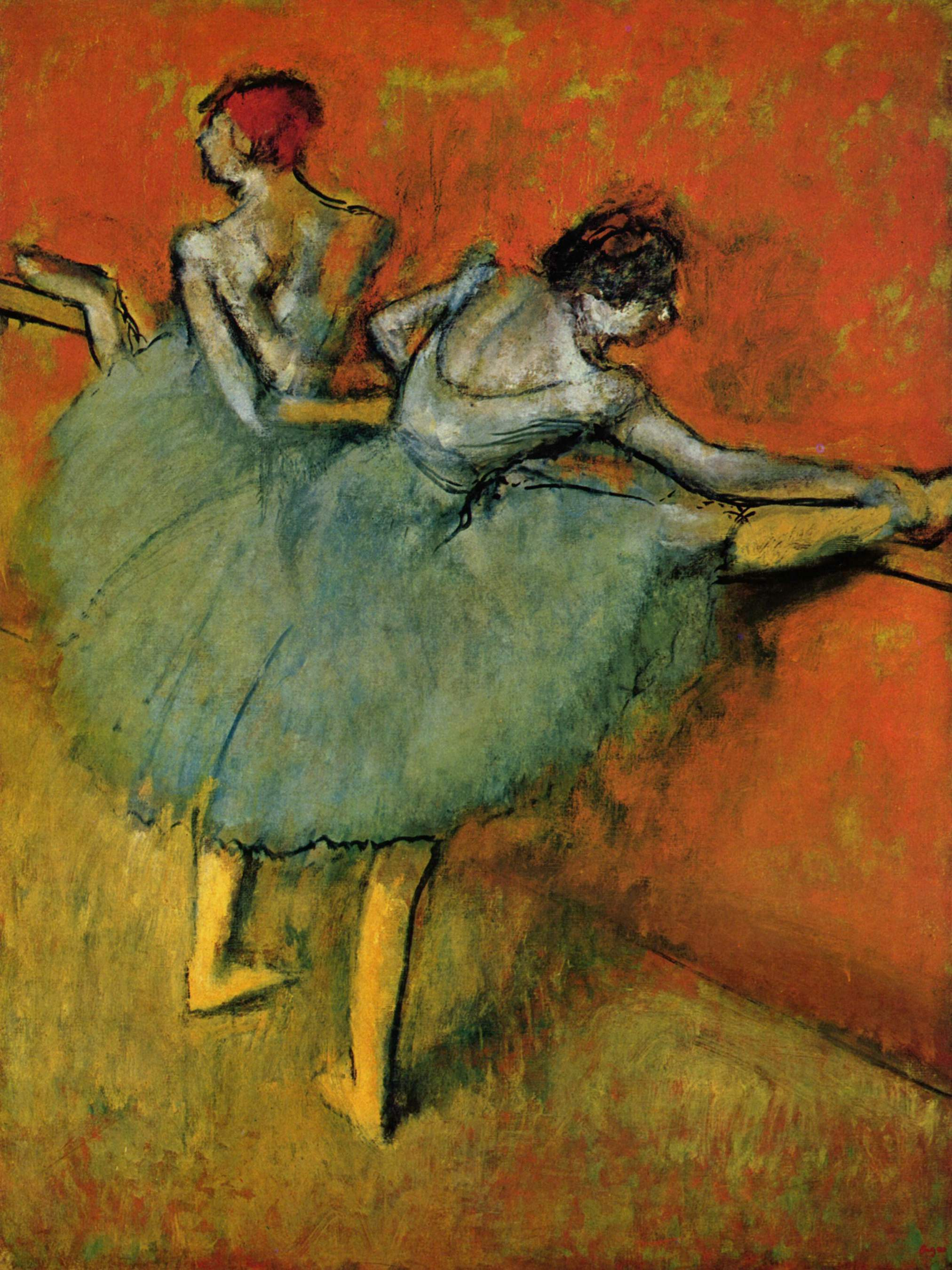
Edgar Degas: Dansare på scenen
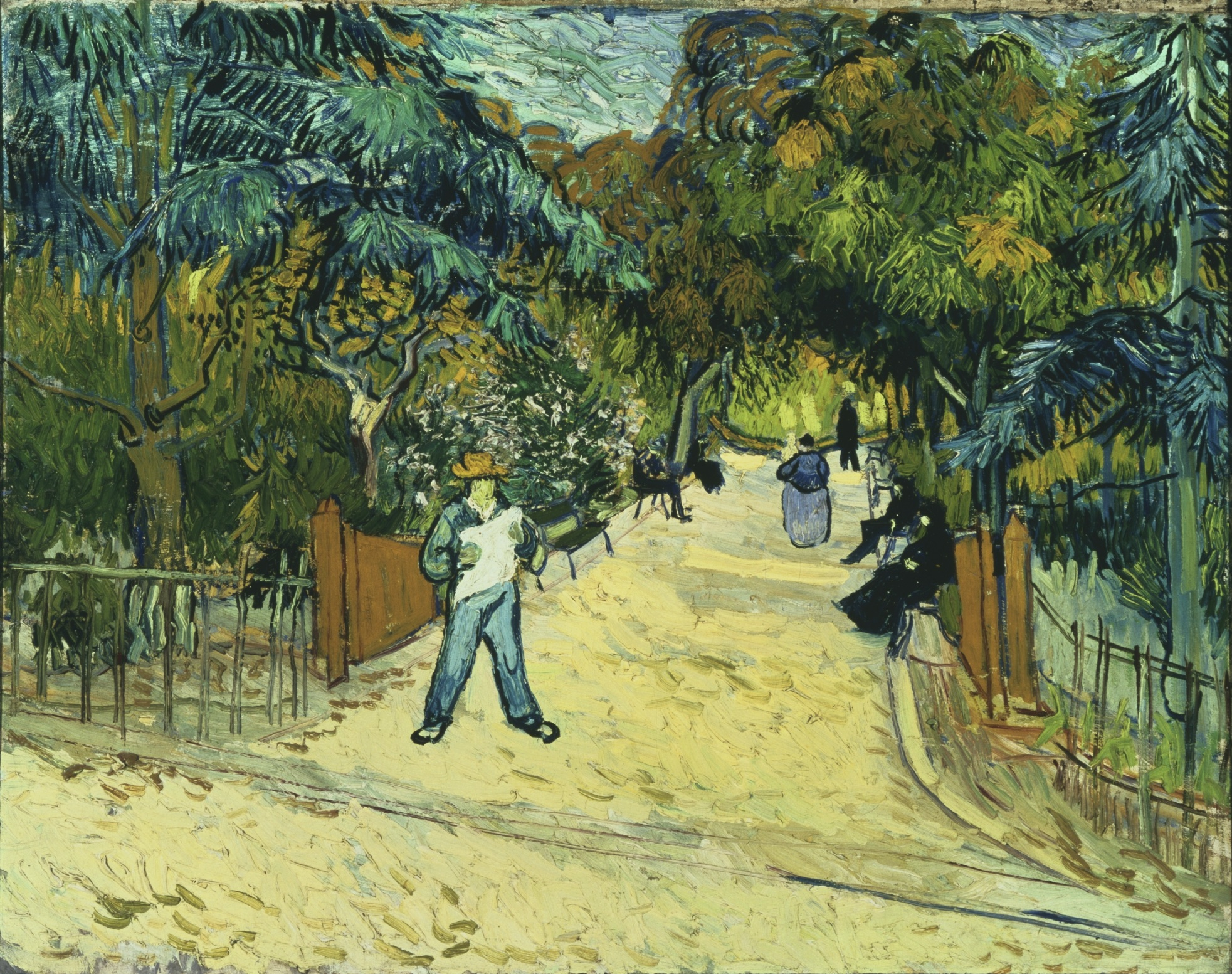
Vincent van Gogh: Entré till parken i Arles
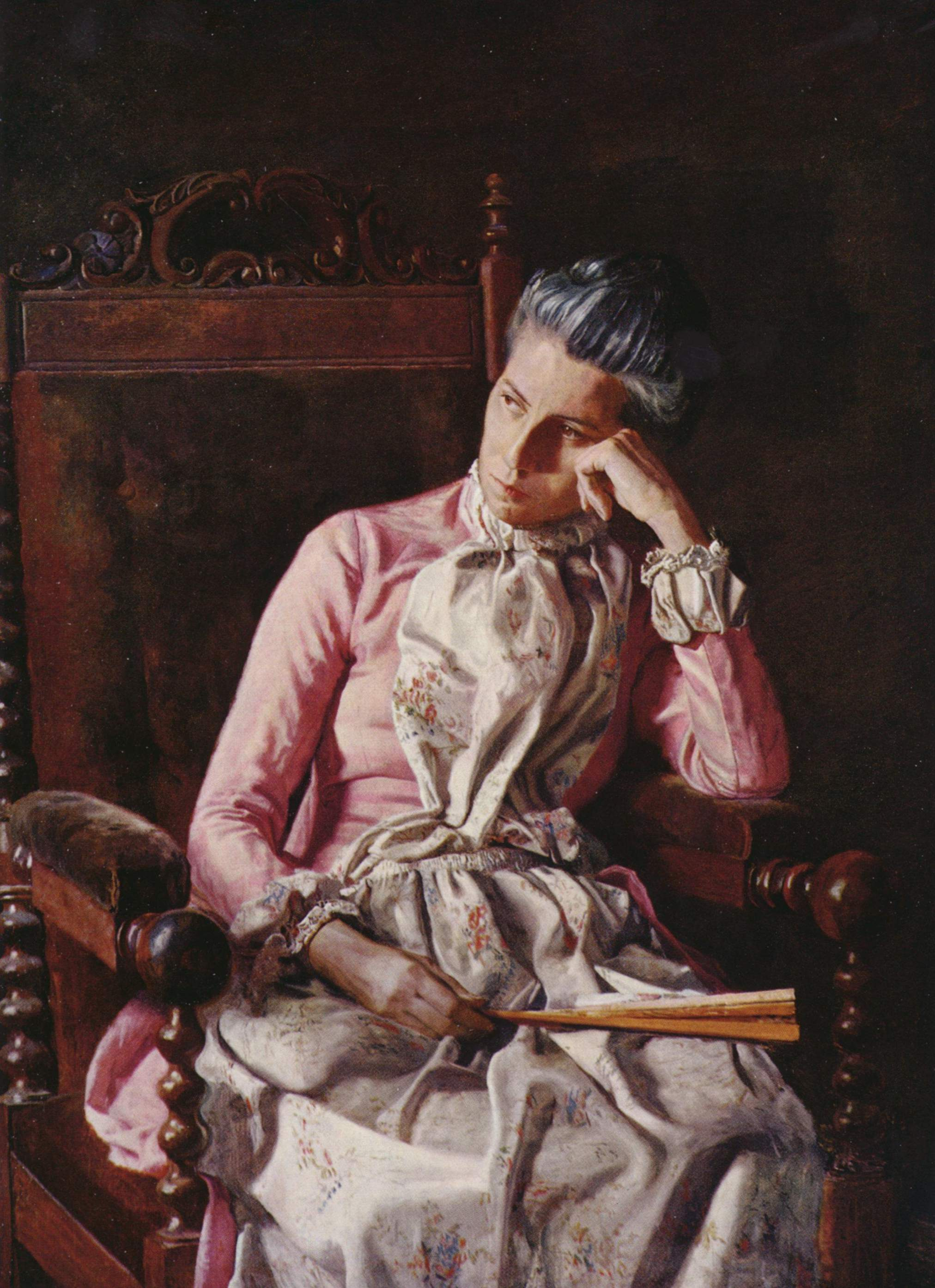
Thomas Eakins: Porträtt av Amelia van Buren
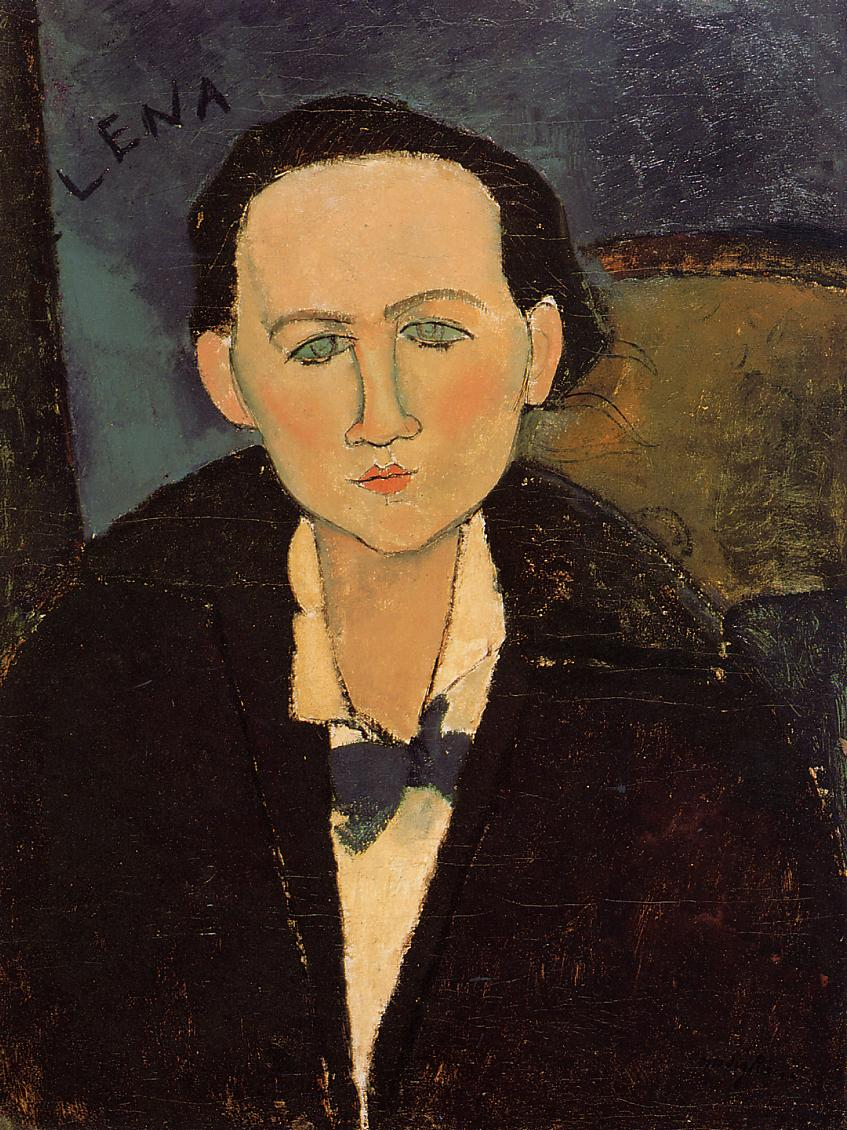
Amadeo Modigliani: Porträtt av Elena Pavlowski